# Xerorchis trichorhiza
Xerorchis trichorhiza là một loài thực vật có hoa trong họ Lan. Loài này được (Kraenzl.) Garay miêu tả khoa học đầu tiên năm 1956.